# Hiện tượng thiên thể Nürnberg 1561

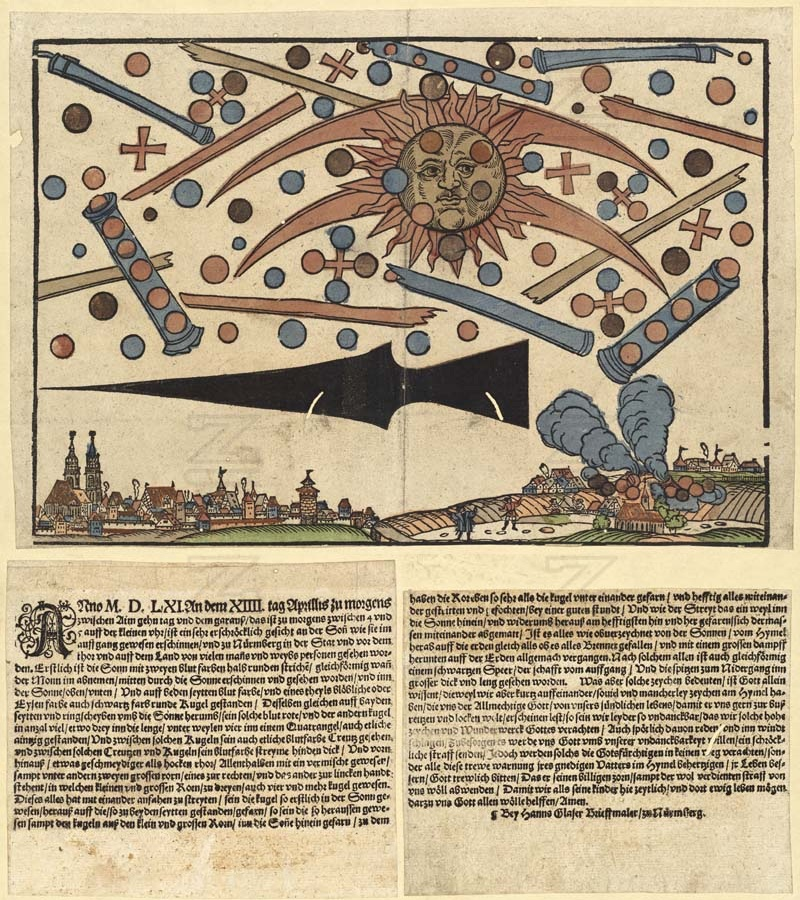
Hiện tượng thiên thể trên bầu trời thành phố Nürnberg của Đức vào ngày 14 tháng 4 năm 1561, như được in trong tờ cáo thị kèm hình minh họa trong cùng tháng

Hiện tượng thiên thể Nürnberg là vụ chứng kiến hàng loạt hiện tượng thiên thể hoặc vật thể bay không xác định (UFO) đã xảy ra vào ngày 14 tháng 4 năm 1561 ngay trên bầu trời Nürnberg (khi đó là Thành phố Đế chế Tự do của Đế quốc La Mã Thần thánh). Quan điểm này từng bị những người theo chủ nghĩa hoài nghi bác bỏ, một số tham khảo các bài viết vào giữa thế kỷ 20 của Carl Jung về chủ đề này trong khi số khác nhận định hiện tượng này khó có thể là Mặt Trời giả được.

## Lịch sử
Một bài viết đăng trên tờ báo khổ lớn được in vào tháng 4 năm 1561 đã mô tả vụ chứng kiến hàng loạt hiện tượng thiên thể. Tờ báo khổ lớn có tranh minh họa bằng bản khắc gỗ và văn bản của Hans Glaser có kích cỡ 26,2 cm (10,3 in) x 38,0 cm (15,0 in). Tài liệu này hiện được lưu trữ trong bộ sưu tập bản in và tranh vẽ tại Zentralbibliothek Zürich ở Zürich, Thụy Sĩ.
Theo tờ báo khổ lớn cho biết vào khoảng rạng sáng ngày 14 tháng 4 năm 1561, "nhiều người đàn ông và phụ nữ" ở Nürnberg đã nhìn thấy những gì mà tờ báo khổ lớn mô tả là một trận chiến trên không "ngoài tầm Mặt Trời", tiếp theo là sự xuất hiện của một vật thể hình tam giác lớn màu đen và những quả cầu bốc cháy kiệt sức rơi xuống mặt đất kèm theo những đám khói. Tờ báo khổ lớn này tuyên bố rằng các nhân chứng đã quan sát thấy hàng trăm quả cầu, hình trụ và các vật thể có hình dạng kỳ lạ khác di chuyển bất thường trên đầu. Hình minh họa trên tranh khắc gỗ mô tả các vật thể có nhiều hình dạng khác nhau, bao gồm thánh giá (có hoặc không có hình cầu trên cánh tay), hình cầu nhỏ, hai hình chóp lớn, một vật thể hình mũi giáo màu đen và các vật thể hình trụ mà từ đó một số hình cầu nhỏ xuất hiện và bay quanh bầu trời vào lúc bình minh.

## Giải thích
Theo tác giả Jason Colavito, bản khắc gỗ tờ báo khổ to trở nên nổi tiếng trong nền văn hóa hiện đại sau khi được xuất bản trong cuốn sách nhan đề Flying Saucers: A Modern Myth of Things Seen in the Skies (tạm dịch: Đĩa bay: Huyền thoại hiện đại về những thứ nhìn thấy trên bầu trời) ấn hành năm 1958 của Carl Jung, một cuốn sách phân tích ý nghĩa nguyên mẫu của UFO. Jung bày tỏ quan điểm rằng cảnh tượng này rất có thể là một hiện tượng tự nhiên với những diễn giải về tôn giáo và quân sự bên trên nó. "Nếu UFO là sinh vật sống, người ta sẽ nghĩ đến một bầy côn trùng hiện lên cùng với mặt trời, không phải để chiến đấu với nhau mà là để giao phối và ăn mừng hành trình hôn phối."
Lời giải thích về mặt quân sự sẽ coi vật thể hình ống là đại bác và quả cầu là súng thần công, nhấn mạnh vật thể hình đầu mũi giáo màu đen ở cuối khung cảnh, và lời khai của chính Glaser rằng các quả cầu đã giao chiến kịch liệt cho đến khi kiệt sức. Quan điểm tôn giáo sẽ nhấn mạnh đến cây thánh giá này. Jung cho rằng hình ảnh của bốn quả địa cầu do các đường ghép lại gợi ý về các mối quan hệ vợ chồng chéo và tạo thành mô hình cho "hôn nhân anh em họ pha tạp nguyên thủy". Ông còn cho rằng vật thể này cũng có thể là biểu tượng cá nhân và sự kết hợp của mặt trời mọc gợi nhớ đến "sự mặc khải của ánh sáng".
Otto Billig đã cố gắng cung cấp bối cảnh lịch sử cho hiện tượng hiển linh trong phần bình luận của mình. Ông lưu ý rằng Nürnberg là một trong những thành phố danh giá nhất vào cuối thời Trung Cổ, Thành phố Đế chế Tự do này vốn nổi tiếng với sự giàu có cùng giới quý tộc. Nürnberg đã cố gắng duy trì vị thế trung lập trong cuộc chiến tranh dữ dội giữa phe Công giáo và phe Tin Lành trong thời kỳ Kháng Cách, nhưng khi một vương hầu theo đạo Tin Lành bị từ chối khi ông ta khăng khăng đòi các khoản tài chính để tài trợ cho các trận chiến của mình, đẩy thành phố rơi vào cảnh vây hãm và giao thương bị cắt đứt. Dù cuối cùng đã tự phòng vệ thành công, việc xây dựng lại các công sự ở Nürnberg đòi hỏi một đợt đánh thuế mới và thành phố đã phải trải qua khoảng thời gian khó khăn ngay sau đó.
Vào Thứ Sáu Tuần Thánh năm 1554, thêm cuộc vây hãm khác đã xảy ra và một nhà xuất bản báo khổ lớn đã mô tả những mặt trời giả tạo tiên đoán ý nguyện của Chúa muốn thú nhận những con đường tội lỗi – tức là các nạn nhân tự mình chuốc lấy. Một sự hiển linh trên bầu trời khác tiếp theo vào tháng Bảy cảnh tượng các hiệp sĩ giao chiến lẫn nhau bằng những thanh kiếm rực lửa, do đó cảnh báo Ngày Phán xét sắp đến gần. Những lần hiển linh cảnh các hiệp sĩ giao chiến trên bầu trời y hệt nhau thường xuyên được kể lại trong Chiến tranh Ba mươi năm (1618–1648). Nhiều tờ báo khổ lớn tương tự về các dấu hiệu kỳ diệu tồn tại trong các kho lưu trữ của Đức và Thụy Sĩ; và Nürnberg dường như là tâm điểm của một số thành phố thuộc nhóm này, có lẽ là vì những khó khăn và xung đột của những thành phố từng một thời thịnh vượng. Những điều kiện như vậy thường làm nổi bật suy ngẫm về ngày tận thế.